# Ernst Marcus
Ernst Gustav Gotthelf Marcus est un zoologiste allemand, né le 8 juin 1893 à Berlin et mort à São Paulo le 30 juin 1968. Émigrant d'Allemagne peu avant la Seconde Guerre mondiale, il occupe la chaire de zoologie à l'université de São Paulo de 1936 à 1963. Il est le cofondateur de l'Institut océanographique de l'université de São Paulo,.

## Biographie et carrière

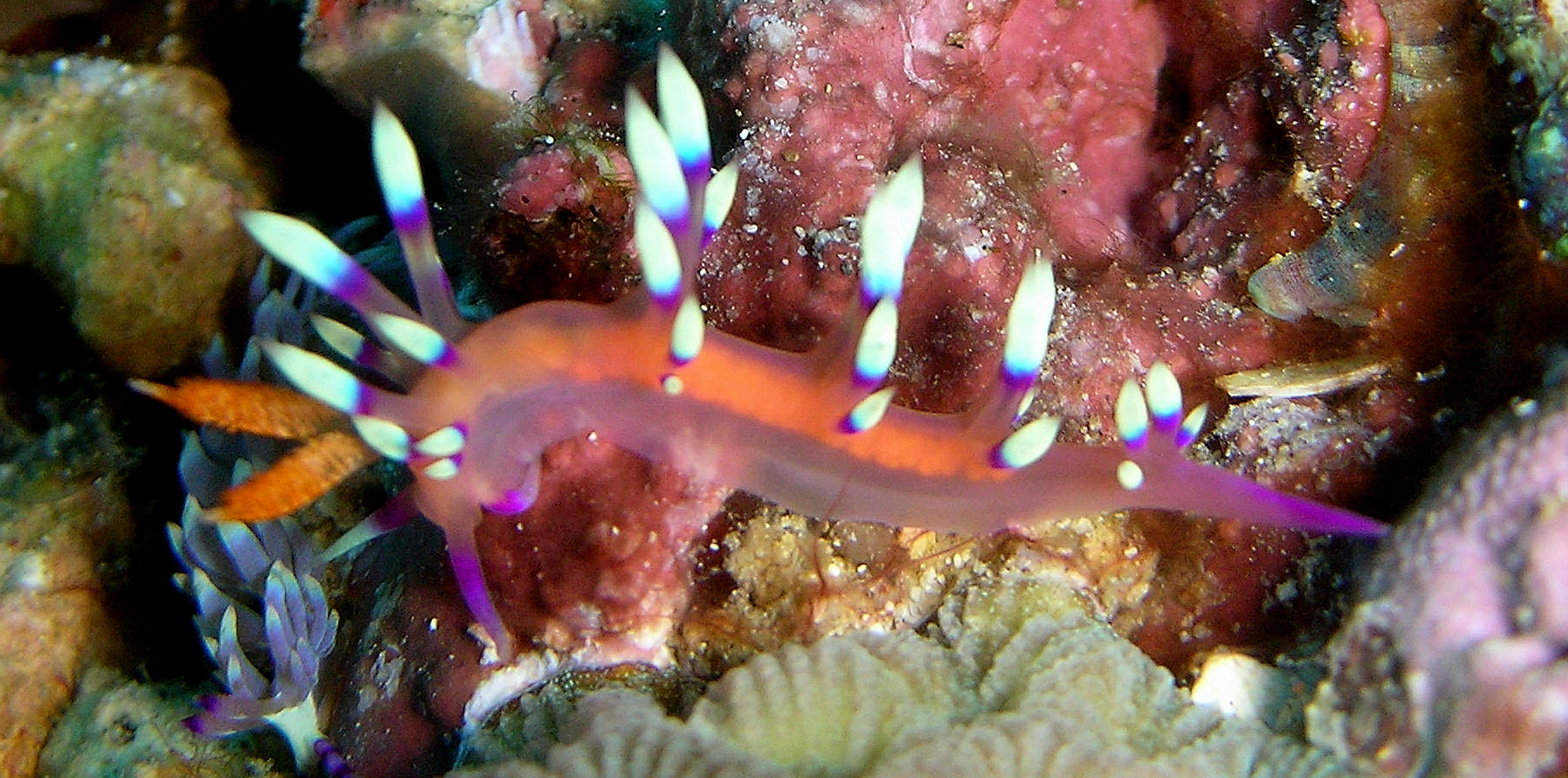
L'espèce Flabellina marcusorum est nommée en hommage à Ernst et Eveline Marcus.

Ernst Marcus naît à Berlin au sein d'une famille juive. En 1914, il effectue sa première publication zoologique mais ses études sont interrompues par la Première Guerre mondiale à laquelle il participe en tant que soldat comme en témoigne la Croix de fer qu'il obtient ; sa seconde publication ne vient qu'en 1919. À cette époque, il est déjà professeur à l'université de Berlin. Alors qu'il est l'assistant de Karl Heider, Marcus s'intéresse à la « mécanique du développement » théorisée par Wilhelm Roux.
Il épouse Eveline Du Bois-Reymond, petite-fille d'Emil du Bois-Reymond ; le couple entame une collaboration scientifique fructueuse.
En 1935, avec la montée du nazisme en Allemagne, Marcus perd son poste d'assistant de Heider ; en 1936, il s'exile avec sa femme au Brésil où il enseigne la zoologie à l'université de São Paulo. Entre 1936 et 1968, le couple publie 162 articles : d'abord en portugais puis en anglais. Ces différentes publications portent sur l'étude de plusieurs groupes d'invertébrés : les protozoaires, les cténophores, les annélides, les plathelminthes, les némertes, les tardigrades, les ectoproctes, les onychophores, les gastéropodes ou encore les pycnogonides. Au long de cette carrière au Brésil, Marcus définit un style particulier caractérisé par la forte place donnée à la hiérarchie et qui contrebalance l'influence française qui régnait alors dans cette université. Il prône une étude locale des espèces afin d'envisager les contraintes environnementales qui peuvent exister.
Ernst Marcus meurt à São Paulo en 1968. En 1990, T. M. Gosliner et A. M. Kuzirian choisissent l'épithète spécifique de l'espèce Flabellina marcusorum en hommage aux deux époux.